# Rekha Sharma
Rekha Shanti Sharma (24 januari 1970, Vancouver) is een Canadees actrice van Indiase afkomst. Ze is te zien als wederkerend personage in televisieseries als John Doe, Smallville en Battlestar Galactica. Ze maakte haar filmdebuut in 2002 met een naamloos rolletje in de drama-thriller Liberty Stands Still en speelde sindsdien in meer dan tien andere films. In één daarvan pakte Sharma haar Battlestar Galactica-rol als Tory Foster nogmaals op (Battlestar Galactica: The Plan).

## Filmografie
*Exclusief televisiefilms
- Battlestar Galactica: The Plan (2009)
- Love Happens (2009)
- Space Buddies (2009)
- AVPR: Aliens vs Predator - Requiem (2007)
- Whisper (2007)
- Memory (2006)
- Getting Married (2006)
- Edison (2005)
- Fierce People (2005)
- The Core (2003)
- Where's the Party Yaar? (2003)
- Liberty Stands Still (2002)

## Televisieseries
*Exclusief eenmalige gastrollen
- Yellowjackets - Jessica Roberts (2021, acht afleveringen)
- The 100 - Lorelei Tsing (2014-2015, negen afleveringen)
- Battlestar Galactica – Tory Foster (2006-2009, 31 afleveringen)
- Smallville – Dr. Harden (2002-2006, zeven afleveringen)
- Da Vinci's City Hall – Constable Cindy Winters (2005-2006, tien afleveringen)
- House – Melanie Landon (2004, twee afleveringen)
- The L Word – Lori (2004, twee afleveringen)
- John Doe – Stella (2002-2003, vijftien afleveringen)
- Dark Angel – Dr. Beverly Shankar (2001-2002, vijf afleveringen)

- International Standard Name Identifier: 0000 0000 4696 296X
- Library of Congress Control Number: no2008098437
- Virtual International Authority File: 56426250
- WorldCat: E39PBJyxbDJgc3JD3gRVPXM773